# مارك زاك
مارك زاك (بالألمانية: Mark Zak)‏ هو كاتب ومؤلف وممثل ألماني، ولد في 1959 في أوكرانيا.

## أعمال

### أفلام
- (2001) العدو على الأبواب[3][4][5]
- (2010) السائح[6][7]
- (2015) جسر الجواسيس[8][9]

## وصلات خارجية
- مارك زاك على موقع IMDb (الإنجليزية)
- مارك زاك على موقع ألو سيني (الفرنسية)
- مارك زاك على موقع أول موفي (الإنجليزية)
- مارك زاك على موقع قاعدة بيانات الأفلام السويدية (السويدية)
- مارك زاك على موقع قاعدة بيانات الفيلم (الإنجليزية)
- مارك زاك على موقع كينوبويسك (الروسية)